# 陶云逵

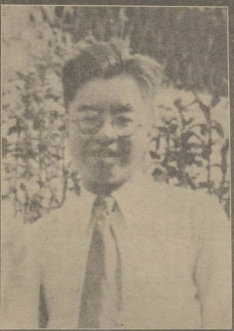
陶云逵

陶云逵（1904年—1944年），江苏武进人。人类学家，中国人类学研究领域德国学派的代表人物，曾任南开大学边疆人文研究室首任主任，《边疆人文》主编。

## 生平

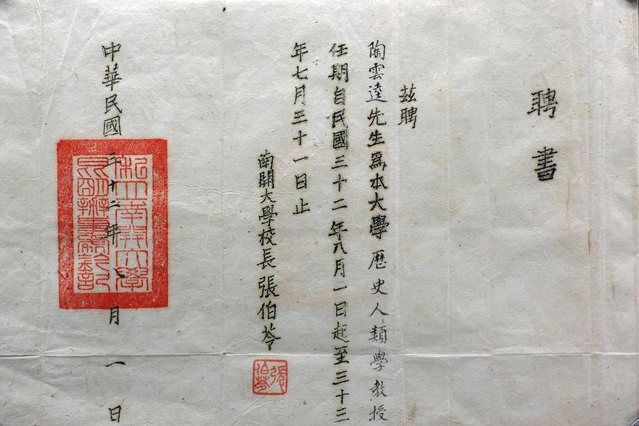
南开大学校长张伯苓致陶云逵聘书

1924年，陶云逵考入南开大学。1927年，赴德国，先后在柏林大学和汉堡大学攻读人类学、遗传学和民族学。获博士学位后回国。1934年在南京中央研究院历史语言研究所任编辑员。曾长期在云南少数民族地区从事调查工作，主张用文化历史的观点研究云南各民族。抗日战争爆发后，任云南大学社会学系主任、西南联大、南开大学历史人类学教授兼南开大学文科研究所边疆人文研究室主任、《边疆人文》杂志主编。1942年，感染出血热，1944年1月在云南大学医院去世。